# رسوایی اینسادونگ
رسوایی اینسادونگ (به کره‌ای: 인사동 스캔들) یک فیلم محصول ۲۰۰۹ کره جنوبی است.

## داستان
نقاشی افسانه ای از یک کاخ سلطنتی پس از ۴۰۰ سال کشف شد. هنگامی که به درستی بازسازی شود، می‌تواند حداقل ۴۰ میلیون دلار در بازار حراج بین‌المللی فروخته شود. بائه صاحب گالری است که این نقاشی را در اختیار دارد. او به لی، یک هنرمند ترمیم، دستور می‌دهد تا از شکل و هدف واقعی نقاشی رونمایی کند.

## بازیگران
- کیم ره-وون در نقش لی کانگ جون
- اوم جونگ-هوا در نقش بائه تائه جین
- ایم ها-ریونگ در نقش مادام کوون
- هونگ سو-هیون در نقش چوی هائه کیونگ
- کیم جونگ-ته در نقش جانگ سئوک جینگ
- کیم بیونگ-اوک در نقش افسر کانگ
- ما دونگ-سوک در نقش سانگ باک
- اوه جونگ-سه در نقش کیون بوک
- کو چانگ-سوک در نقش رئیس کارخانه جعل